# Guglielmo Bilancioni
Guglielmo Bilancioni (Rimini, 1836 – Rimini, 1907) è stato un pittore italiano.

## Biografia
Dopo aver studidato nella Scuola d’arte di Rimini, ottenuta una borsa di studio si recò a Roma presso l’Accademia di San Luca con il maestro Francesco Coghetti.
Attorno al 1860, durante il soggiorno fiorentino frequentò i macchiaioli, dipinse una Veduta di Palazzo Vecchio e un’autoritratto, dove si rileva una influenza della ritrattistica di Giovanni Fattori.
A Rimini nel 1870) affrescò lo stabilimento balneare del Kursaal (demolito nel 1948 e successivamente la cupola della chiesa di Santa Chiara.
A fine anni 1870 si trasferì a Sassari per decorare le sale interne del Palazzo Giordano in stile neogotico, con fregi, stucchi e affreschi. Di particolare interesse è la sala gialla dove dipinse degli affreschi sulla volta a padiglione ribassata ed un pavimento a mosaico raffigurante una danzatrice, eseguito da mosaicisti romani su disegno dello stesso Fasoli.
Negli anni successivi si trova ad Atene impegnato alla decorazione della Cattedrale di San Dionigi l'Areopagita (1890) dipingendo gli affreschi dell'Apoteosi di San Dionigi e Cristo Pantocratore e lavora anche su affreschi in abitazioni private. Dello stesso periodo sono le opere come Veduta di Atene dal Pireo, Paesaggio con veduta dell'Acropoli e Tempio greco.